# Скокув (Люблінське воєводство)
Скокув (пол. Skoków) — село в Польщі, у гміні Ополе-Любельське Опольського повіту Люблінського воєводства.
Населення — 245 осіб (2011).
У 1975-1998 роках село належало до Люблінського воєводства.

## Демографія
Демографічна структура станом на 31 березня 2011 року:
|          | Загалом | Допрацездатний вік | Працездатний вік | Постпрацездатний вік |
| -------- | ------- | ------------------ | ---------------- | -------------------- |
| Чоловіки | 123     | 25                 | 79               | 19                   |
| Жінки    | 122     | 22                 | 60               | 40                   |
| Разом    | 245     | 47                 | 139              | 59                   |